# 라스베이거스의 기

라스베이거스의 기

미국, 네바다주, 라스베이거스의 기는 파란색 바탕의 회색으로 된 대각선 줄무늬로 되어있으며, 왼쪽 상단에 도시의 그림이 그려져 있다.